# Долен (Благоевградская область)
Долен (болг. Долен) — село в Благоевградской области Болгарии. Входит в состав общины Сатовча. Находится примерно в 4 км к западу от центра села Сатовча и примерно в 82 км к юго-востоку от центра города Благоевград. По данным переписи населения 2011 года, в селе проживало 370 человек.

## Население
| Год     | 1934 | 1946 | 1956 | 1965 | 1975 | 1985 | 1992 | 2001 | 2011 |
| ------- | ---- | ---- | ---- | ---- | ---- | ---- | ---- | ---- | ---- |
| Жителей | 1021 | 1012 | 958  | 712  | 509  | 474  | 477  | 440  | 370  |

| Национальность  | Человек | Процент |
| --------------- | ------- | ------- |
| болгары         | 71      | 82,56 % |
| не определились | 14      | 16,28 % |
| Всего ответов   | 86      |         |

|  |